# Treuhandgeschäft
Das Treuhandgeschäft, auch treuhänderisches Rechtsgeschäft, ist dadurch gekennzeichnet, dass es dem Treuhänder nach außen hin mehr Rechte überträgt, als er nach der Abrede mit dem Treugeber im Innenverhältnis ausüben darf.
Das Treuhandverhältnis kann den Interessen des Treuhänders (sog. eigennützige Treuhand, z. B. Sicherungsübereignung) oder den Interessen des Treugebers (sog. fremdnützige Treuhand, z. B. Verwaltungstreuhand oder Inkassozession) dienen.
Bei einem echten Treuhandverhältnis sind die Sachen oder Rechte (das Treugut) dem Treuhänder zu vollem Recht übertragen. Wirtschaftlich gehört das Treugut aber zum Vermögen des Treugebers. Der Treuhänder handelt in diesem Fall im eigenen Namen, aber jedenfalls teilweise im fremden Interesse.
Bei einem unechten Treuhandverhältnis bleibt der Treugeber Eigentümer der Sachen oder Inhaber der Rechte. Der Treuhänder ist jedoch ermächtigt,  entweder im eigenen Namen über das Treugut zu verfügen oder als Vertreter des Treugebers zu handeln.
Ein Treuhandgeschäft kann offen (für jedermann erkennbar) oder verdeckt abgeschlossen werden. Auch ein verdecktes Treuhandgeschäft ist anerkannt und wirksam, es liegt vor allem kein Scheingeschäft vor, da die Rechtswirkungen gewollt sind. Etwas anderes kommt dann in Betracht, wenn die Beteiligten meinen, die Wirkungen würden auch durch ein vorgetäuschtes Geschäft eintreten, beispielsweise durch eine Übereignung zum Schein, um einen Vermögensgegenstand vor dem Zugriff von Gläubigern zu retten.